# Communauté rurale de Niassène
La communauté rurale de Niassène est une communauté rurale du Sénégal située à l'ouest du pays. 
Créée en 2010, elle fait partie de l'arrondissement de Djilor, du département de Foundiougne et de la région de Fatick et comprend à sa création les 37 villages suivants : 
1. Aïnoumane
2. Daga Biram 1
3. Daga Biram 2
4. Daga Diéry Peul
5. Diaga Diéry Sérère
6. Daga Ndoup
7. Darou Keur Mor Khorédia
8. Diagane Sader
9. Diogo Sérère
10. Diogo Toucouleur
11. Fass Matar
12. Keur Abdou Fana
13. Keur Babou Couma
14. Keur Babou Kany
15. Keur Bakary Ly
16. Keur Birane Khorédia
17. Keur Diébel
18. Keur Khalifa
19. Keur Malaw
20. Keur Math Thiam
21. Keur Mbangou
22. Keur Mbossé
23. Keur Momath Fana
24. Médina Kébé
25. Ndiagnène Youssouf
26. Ndiagnène Omar
27. Ndiankha Ali
28. Ndiankha Youssoupha
29. Ndiobène Thianda
30. Ndiourbel
31. Nianène
32. Niassène, le chef-lieu
33. Thiamène Diogo
34. Thianda Thiamène
35. Thianda Cissé
36. Thiéckène
37. Thiouroum